# Eclectochromis
Eclectochromis és un gènere de peixos pertanyent a la família dels cíclids.

## Distribució geogràfica
Es troba a l'Àfrica oriental: el llac Malawi.

## Taxonomia
- Eclectochromis lobochilus (Trewavas, 1935)[6]
- Eclectochromis ornatus (Regan, 1922)[7][8][9][10][11][12][13]